# Bhina Karsa
Bhina Karsa is een bestuurslaag in het regentschap Ogan Komering Ilir van de provincie Zuid-Sumatra, Indonesië. Bhina Karsa telt 2432 inwoners (volkstelling 2010).